# Anna Kretschmer
Anna Kretschmer  (* 1955 in Abakan) ist eine deutsche Slawistin.

## Leben
Nach dem Studium (1972–1975) der Südslawistik (Serbokroatistik) und Russischen Philologie an der Lomonossow-Universität und dem Studium (1976–1985) der Slawischen Philologie, Südslawistik, Skandinavischen Philologie, Vergleichend-Historischen Sprachwissenschaft an der Ruhr-Universität Bochum erwarb sie dort 1989 die Promotion in Slawischer Philologie, Südslawistik und Skandinavistik. Nach der Verleihung 1995 der venia legendi für Slawische Philologie in Bochum ist sie seit 2010 Professorin für Russistik und ostslawische Sprachwissenschaft am Institut für Slawistik der Universität Wien.
Ihre Forschungsschwerpunkte sind vergleichende Geschichte slawischer Standardsprachen, Slavia Orthodoxa, Slawenoserbisch, Methodologie der diachronen Sprachwissenschaft, Tempus und Aspekt in slawischen und nicht-slawischen Sprachen, Sprachnorm und aktueller Sprachwandel in der Slawia.

## Schriften (Auswahl)
- Zur Methodik der Untersuchung älterer slavischer schriftsprachlicher Texte. München 1989, ISBN 3-87690-425-0.
- Zur Geschichte des Schriftrussischen. Privatkorrespondenz des 17. und frühen 18. Jahrhunderts. München 1998, ISBN 3-87690-688-1.
- mit Gerhard Neweklowsky, Stefan Michael Newerkla und Fedor Poljakov (Hrsg.): Mehrheiten ⇋ Minderheiten. Sprachliche und kulturelle Identitäten der Slavia im Wandel der Zeit. Berlin 2018, ISBN 3-631-67103-2.
- mit Gerhard Neweklowsky, Stefan Michael Newerkla und Fedor Poljakov (Hrsg.): Minderheiten in der slawischen Welt. Sprachkontakte und kulturelle Identitäten. Berlin 2019, ISBN 3-631-67104-0.